# مسجد تالار
مسجد تالار مربوط به دوره صفوی - دوره قاجار است و در شهرستان اصفهان، بخش کوهپایه، شهر کوهپایه، خیابان حافظ، کوچه مسجد تالار واقع شده و این اثر در تاریخ ۲۲ آبان ۱۳۸۶ با شمارهٔ ثبت ۱۹۸۶۵ به‌عنوان یکی از آثار ملی ایران به ثبت رسیده است.